# Pietro Umberto Dini
Pietro Umberto Dini (Pietrasanta, 5 ottobre 1960) è un filologo, traduttore e linguista italiano.
È professore presso l'Università di Pisa; si interessa di linguistica storica dell'area baltica e dei rapporti tra lingue baltiche e altre lingue indo-europee, di storia e di storiografia linguistica delle lingue baltiche e di filologia del prussiano antico, del lituano e del lettone. È noto in particolare per la sua attività di studio e divulgazione della lingua, della letteratura e della cultura lituane, per cui ha ricevuto riconoscimenti in Lituania e all'estero.
La sua attività di traduttore è rivolta principalmente alla letteratura e alla saggistica in lingue baltiche.

## Biografia

### Studi e formazione post laurea
Dal 1979 al 1984 Pietro Umberto Dini ha studiato alla facoltà di Lettere e Filosofia dell'Università di Pisa, laureandosi con lode in Lettere con la tesi Per un'edizione critica del 'Tawe diewa garbinam' (1549) di Martynas Mažvydas. Durante gli anni universitari ha trascorso dieci mesi presso l'Università di Vilnius, con una borsa di studio del Ministero degli Affari Esteri, nell'ambito degli scambi culturali fra Italia e URSS.
All'Università Jagellonica di Cracovia, dal novembre del 1986 al giugno del 1987, ha seguito un privatissimum (corsi universitari particolari) di prussiano antico, con Wojciech Smoczyński e ha preparato l'edizione critica dell'inedito testo lituano manoscritto Mažas Katgismas di Johann Henrich Lysius.
Nell'autunno del 1987 ha iniziato a lavorare come redattore e contributore - per le sezioni baltiche e slave - all'Archivio della linguistica rinascimentale (Renaissance Linguistic Archive), per conto dell'Istituto di Studi Rinascimentali di Ferrara.

### Percorso accademico
Dal 1988 al 1995 è stato ricercatore di Linguistica presso l'università della Basilicata. Nel 1997 ha vinto il concorso per un posto di professore di "Baltiske Språk" (Lingue Baltiche), presso l'università di Oslo. Dal 1998 è professore dell'Università di Pisa, dove insegna filologia baltica e linguistica generale.

### Saggistica
Pietro Umberto Dini ha pubblicato monografie, curatele con traduzione, articoli e interventi, su temi di linguistica e di letteratura; ha fondato nel 1995, con Nikolai Mikhailov, la rivista Res Balticae e nel 2014 la collana Studia Baltica Pisana. 
Il suo libro Le lingue baltiche, pubblicato nel 1997, è una introduzione alla filologia e alla linguistica baltica. Il libro presenta il panorama delle lingue baltiche nel loro sviluppo storico, dalle ipotesi sulla situazione preistorica (basate in buona parte sullo studio dei nomi di fiumi) fino all'età contemporanea. Le lingue sono descritte soprattutto in base ai loro caratteri comuni; il sesto capitolo è dedicato al caso particolare del prussiano.
Le lingue baltiche ha avuto diverse traduzioni ed è usato per l'insegnamento della linguistica baltica a livello internazionale. In particolare, il libro è stato tradotto e ampliato in lituano (Baltų kalbos. Lyginamoji istorija, 2000), in lettone (Baltu valodas, 2000) e in russo (Baltijskie Jazyki, 2002). Un'edizione inglese, Foundations of Baltic languages, è stata pubblicata nel 2014.
Il libro Prelude to Baltic Linguistics del 2014, estensione del libro in italiano del 2010 Aliletoescvr: Linguistica baltica delle origini. Teorie e contesti linguistici nel Cinquecento, descrive le teorie pre-scientifiche degli studiosi del XV e soprattutto del XVI secolo sulle lingue baltiche, concentrandosi sull'idea che le lingue baltiche fossero slave e su quella che derivassero dal latino, e fornendo interpretazioni di questioni problematiche. È stato definito "un lavoro pioneristico in un campo di ricerca poco noto".

### Traduzioni di poesia e letteratura contemporanea
Pietro Umberto Dini ha curato e tradotto numerose opere poetiche scritte in lingue baltiche, in estone e in catalano, a partire dall'antologia La nostalgia dei terrestri. In seguito ha curato una raccolta di lirica d'amore lettone,, una raccolta di Racconti lituani e opere di autori come Tomas Venclova, Kornelijus Platelis, Vytautas Mačernis, Jüri Talvet, Vladas Braziūnas, Jurga Ivanauskaitė, Jonas Mekas e Antanas A. Jonynas. Con l'editore In forma di parole ha pubblicato diversi volumi di Mappe della poesia lituana del Novecento.

### Riconoscimenti
Nel 2002 Pietro Umberto Dini è stato insignito dell'Ordine del Granduca di Lituania Gediminas del Presidente della Repubblica di Lituania, per i meriti in ambito lituanistico e baltistico. Nello stesso anno ha ottenuto il Wilhelm Friedrich Bessel Forschungspreis della Fondazione Alexander von Humboldt.
Nel 2004 è stato nominato membro corrispondente dell'Accademia lettone delle Scienze, nel 2007 dell'Accademia delle Scienze di Lituania e nel 2010 dell'Accademia delle Scienze di Gottinga. Nel 2010 ha ricevuto la Medaglia delle tre Accademie delle Scienze del Baltico e nel 2011 il Premio Jānis Endzelīns dell'Accademia delle Scienze di Lettonia. 
Il 23 settembre 2005 ha ricevuto il dottorato honoris causa dall'Università di Vilnius.
Per la traduzione letteraria, ha ricevuto a Vilnius il Premio San Geronimo dell'Associazione lituana dei traduttori letterati (2007) e per due volte (2007 e 2010) il Premio Primavera della Poesia (Poezijos Pavasario premija) dell'Associazione degli scrittori lituani. A Trieste nel 2012 ha ricevuto il 9º Premio Gerald Parks, Club Anthares.
Il 28 maggio 2016 ha ricevuto il distintivo onorario d'oro Nešk savo šviesą ir tikėk ("Porta la tua luce e credi"), la più alta onorificenza del Ministero della Cultura della Repubblica di Lituania, per il contribuito alla diffusione della cultura lituana in Italia.

## Opere

### Studi sulle lingue e sulle culture baltiche
- Pietro Umberto Dini, L'Anello baltico. Profilo delle nazioni baltiche di Lituania, Lettonia, Estonia, Genova, Marietti, 1991.
- Pietro Umberto Dini, L'Inno di S. Ambrogio di Martynas Mažvydas. Studio filologico-linguistico del testo antico lituano (1549) e delle sue fonti latine e polacche, Roma, La Fenice, 1994.
- Pietro Umberto Dini, Le lingue baltiche, Firenze, La nuova Italia, 1997, ISBN 88-221-2803-6.
- (LT) Pietro Umberto Dini, Itāliešu-Latviešu-Itāliešu kabatas vārdnīca. Vocabolario tascabile italiano-lettone-italiano, Rīga, Avots, 2004.
- Pietro Umberto Dini (a cura di), L'anello lituano. La Lituania vista dagli italiani: viaggi, studi, parole, Livorno / Vilnius, Books & Company / Lietuvių kalbos institutas, 2007.
- Pietro Umberto Dini, Aliletoescvr: Linguistica baltica delle origini. Teorie e contesti linguistici nel Cinquecento, Livorno, Books & Company, 2010.
- (LT) Pietro Umberto Dini, Baltų filologijos studijos. Rinktiniai straipsniai 1991-2007, Vilnius, Lietuvių kalbos institutas, 2011.
- (EN) Pietro Umberto Dini, Prelude to Baltic Linguistics. Earliest Theories about Baltic Languages (16th century), Amsterdam, Rodopi, 2014.
- (DE) Pietro Umberto Dini, Ins undevdsche gebracht. Sprachgebrauch und Übersetzungsverfahren im altpreußischen 'Kleinen Katechismus', Berlino, De Gruyter, 2014.

### Opere curate
- (LT) H.J. Lysius, Mažas Katgizmas, a cura di Pietro Umberto Dini, Vilnius, Mokslo ir enciklopedijos leidykla, Lietuvių kalbos institutas, 1993.
- Pietro Umberto Dini e Nikolai Mikhailov (a cura di), Mitologia Baltica. Antologia di studi sulla mitologia dei popoli baltici, Pisa, ECIG, 1995.
- (EN) Pietro Umberto Dini e Philip Baldi (a cura di), Studies in Baltic and Indo-European Linguistics. In Honor of William R. Schmalstieg, Amsterdam - Philadelphia, Benjamins, 2004.
- (LT) Giacomo Devoto, Baltistiniai raštai, a cura di Pietro Umberto Dini e Bonifacas Stundžia, Vilnius, Tyto Alba, 2006.
- (LT) Giuliano Bonfante, Baltistiniai raštai, a cura di Pietro Umberto Dini e Bonifacas Stundžia, Vilnius, Vilniaus universiteto leidykla, 2008.

### Curatele con traduzioni di saggistica
- Juozas Urbšys, La terra strappata. Lituania 1939-40, gli anni fatali, a cura di Pietro Umberto Dini, traduzione di Pietro Umberto Dini, Viareggio, Mauro Baroni Editore, 1990.
- Algirdas Sabaliauskas, Noi Balti, a cura di Pietro Umberto Dini, traduzione di Pietro Umberto Dini, Livorno - Vilnius, Books & Company - Lietuvių kalbos institutas, 2007.
- Leonidas Donskis, 99 Storie del Baltico, a cura di Pietro Umberto Dini, traduzione di Pietro Umberto Dini, Novi Ligure, Joker Edizioni, 2014.
- Jüri Talvet, Meditazioni da U. Per una simbiosi culturale, a cura di Pietro Umberto Dini, traduzione di Pietro Umberto Dini, Novi Ligure, Joker Edizioni, 2015.
- Leonidas Donskis, L'età della desensibilizzazione, a cura di Pietro Umberto Dini, traduzione di Pietro Umberto Dini, Novi Ligure, Joker Edizioni, 2016.

### Guide
- Pietro Umberto Dini, Repubbliche baltiche, Milano, ClupGuide, 1994, ISBN 88-7005-936-7.
- Pietro Umberto Dini, Paesi Baltici. Estonia, Lettonia, Lituania, Tallinn, Riga, Vilnius, i castelli, le isole e i parchi, 2ª ed., Milano, Touring Club Italiano, 2011, ISBN 978-88-365-5360-0.